# El Lahun

Nomos del Bajo Egipto.

El Lahun (en árabe: لاهون, al-Lāhūn), también Illahun, Lahun, o Kahun, es el nombre moderno de una aldea situada en la provincia de Fayún, donde se localiza el complejo de la pirámide de Senusret II (Sesostris II en griego) y la aldea de los trabajadores (en árabe: El Lahun كاهون) que erigieron las construcciones para el culto funerario del rey, a unos ochocientos metros de la pirámide, al borde de la zona de cultivo.

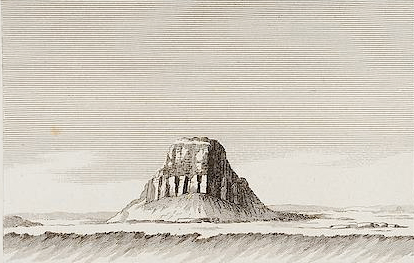
Pirámide de Senusret II en El Lahun en un dibujo de Denon en 1802.

Al igual que las otras pirámides de la XII dinastía en el Fayún la estructura de la pirámide de Lahun fue construida en adobe, pero aquí el núcleo de la pirámide consta de una red de muros de piedra dispuestos en varios sentidos, que fueron rellenadas con adobe. Este enfoque probablemente tenía la intención de garantizar la estabilidad de la estructura de ladrillo. Inusualmente, a pesar de un contar con el templo de la pirámide en el lado este, la entrada a la misma está en el sur. Sin embargo, el arqueólogo Flinders Petrie pasó un tiempo considerable buscándola en el lado este. Descubrió la entrada solo cuando los trabajadores que limpiaban las cercanas tumbas de los nobles descubrieron un pequeño túnel al fondo de un pozo de 12 metros, que conducía a la cámara funeraria real. Lo más probable fuera que los trabajadores que habían construido la tumba hubieran usado su actividad legítima como tapadera para cavar este túnel, lo que les permitiría robar la pirámide, más adelante. Una vez dentro de la cámara funeraria, Petrie pudo retroceder hasta la entrada.
La pirámide se levanta sobre una terraza artificial excavada en un terreno inclinado. En el lado norte se dejaron ocho bloques rectangulares de piedra que sirvieron de mastabas, probablemente para el enterramiento de personajes relacionados con la corte real. Delante de cada mastaba existe un pozo angosto que conduce a la cámara funeraria que se encuentra debajo. También en el lado norte se encuentra la pirámide de la Reina o pirámide subsidiaria.
Ahora, parte de sus ruinas están cubiertas de arena en su base. Algunos edificios fueron demolidos cuando fue construida una vía férrea en las proximidades.   
Otro descubrimiento notable fue el del pueblo de los trabajadores que construyeron la pirámide y luego sirvieron al culto funerario del rey. El pueblo, convencionalmente conocido como Kahun, está a unos 800 metros de la pirámide y se encuentra en el desierto a poca distancia del borde de la zona apta para cultivo.

## Restos arqueológicos

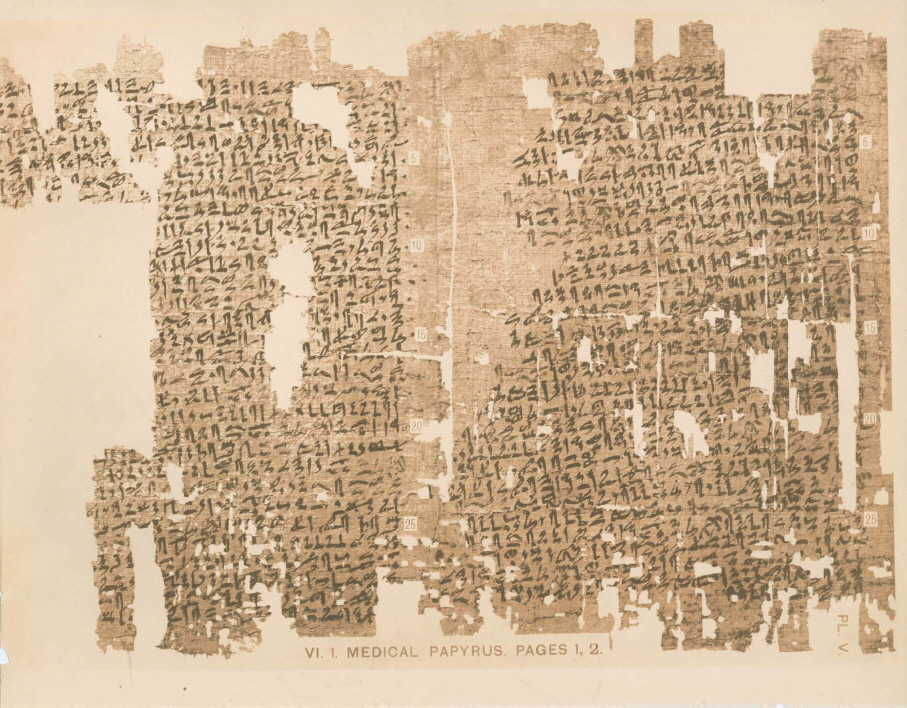
Papiro médico de la XII dinastía encontrado en El Lahun.

La zona fue excavada por Flinders Petrie en 1888-90 y posteriormente, en 1914, se encontraron muchos objetos e instrumentos domésticos, y esto se considera como un signo de buen nivel de vida en la época; también se encontraron en el pueblo los llamados papiros de Lahun, cerca de mil fragmentos, que trataban de asuntos legales, matemáticos y médicos. 
Hay asentamientos de la Dinastía XIII, y del Imperio Nuevo, donde se encontraron documentos de reclamación de tierras en la región.